# Neithhotep
Neithhotep (nevének jelentése: „Neith elégedett”) ókori egyiptomi királyné volt az I. dinasztia idején. Ő a legkorábbi királyné, akinek fennmaradt a neve. Valószínűleg Narmer felesége és Hór-Aha anyja volt, de egyes források ezt a két fáraót egynek tekintik, más források Hór-Aha feleségének tartják. Talán Narmerrel kötött dinasztikus házasságát, mellyel a korai dinasztikus korszak kezdődött, és Alsó- és Felső-Egyiptom egyesítését ábrázolja a Narmer-buzogány.

## Élete
2016-ban talált leletek alapján Neithhotep Hór-Aha felesége lehetett, aki férje halála után a gyermek Dzser helyett rövid ideig Egyiptom trónján is ült és régensként uralkodott. A Sínai-félszigeten talált feliratok szerint Neithhotep nyersanyagokért indított expedíciót ebbe a régióba, amit csak uralkodóként, nem egy fáraó feleségeként tehetett volna meg.
Neve az abüdoszi királysírban talált tárgyakon maradt fenn, Hór-Aha pecsétjeivel együtt, de Dzser sírjában (U-O) is találtak egy nevével fémjelzett tárgyat, emiatt is felmerült, hogy Hór-Aha felesége és Dzser anyja volt; Dzser és Hór-Aha sírja azonban közel van egymáshoz, így lehet, hogy Dzser sírjába Hór-Aháéból került át a tárgy.
Neve ezeken a tárgyakon maradt fenn:
- Agyagpecsétek a nagadai sírban Hór-Aha és Neithhotep nevével.[7][8]
- Agyagpecsétek a nagadai sírban Neithhotep nevével. Néhányat ma a kairói Egyiptomi Múzeum őriz.[9]
- Két feliratos váza Dzser sírjában.[10]
- Elefántcsonttöredékek Neithhotep nevével a Dzser sírkomplexumához kapcsolódó kisebb sírokban.[10]
- Alabástromváza töredéke Neithhotep nevével az Umm el-Qaab-i királysírok közelében.[11]
- Heluánban, címkéken.[7]

Címei: ḥntỉ (első [az asszonyok között]), sm3ỉ.t nb.tỉ (a Két Úrnő hitvese – a Két Úrnő Alsó- és Felső-Egyiptom védőistennőire utal, a fáraó egyik címe). Mindkettő az I. dinasztia idején használt királynéi cím.
Günter Dreyer és Werner Kaiser szerint az ő uralkodói neve lehetett az abüdoszi királylista Teti és a torinói királylista Iti névalakja, amelyet e név Hóra-Aha és Dzser közötti elhelyezésére alapoznak.